# Ellenburg (New York)
Ellenburg ist eine Town im Clinton County des US-Bundesstaates New York. Das U.S. Census Bureau hat bei der Volkszählung 2020 eine Einwohnerzahl von 1.842 ermittelt. Sie ist benannt nach der Tochter des damaligen Haupteigentümers. Ellenburg liegt an der westlichen Grenze des Countys und liegt nordwestlich von Plattsburgh. Der südliche Teil der Town liegt im Adirondack Park.

## Geographie
Nach den Angaben des United States Census Bureaus hat die Town eine Fläche von 278,3 km², wovon 276,0 km² auf Land und 2,3 km² (= 0,83 %) auf Gewässer entfallen. Die westliche Grenze  der Town bildet in diesem Bereich die Grenze des Clinton Countys zum Franklin County.
U.S. Highway 11 führt durch den nordöstlichen Teil Ellenburgs während die New York State Route 190 (Military Turnpike) die Town in Ost-West-Richtung durchquert und die US-11 im Dorf Ellenburg kreuzt. Die New York State Route 374 verläuft durch die südwestliche Ecke der Town. Innerhalb der Town of Ellenburg liegen:
- Dannemora Crossing – Übergang an der östlichen Stadtgrenze, östlich des Weilers Ellenburg
- Ellenburg – namengebender Weiler der Town, liegt im Norden an der US-11
- Ellenburg Center – Weiler im nördlichen Teil der Town, südwestlich des Weilers Ellenburg
- Ellenburg Depot – Weiler östlich von Ellenburg an der US-11, benannt nach dem früheren Zugdepot
- Ellenburg Mountain – Berg in der südwestlichen Ecke der Town
- Gibson Corners – Kreuzung an der nördlichen Stadtgrenze in der nordöstlichen Ecke Ellenburgs
- Hammonds Corners – Kreuzung der NY-190 an der östlichen Stadtgrenze
- Harrigan – Weiler in der nordwestlichen Ecke der Town im Adirondack Park
- Lake Roxanne – künstlicher See östlich des Weilers Ellenburg
- Merrill – Weiler an der NY 374 in der südwestlichen Ecke der Town am Upper Chateaugay Lake
- Point Bluff – Halbinsel im Upper Chateaugay Lake
- Upper Chateaugay Lake – See in der südwestlichen Ecke der Town

## Geschichte
Die Besiedlung des Gebietes durch Weiße begann um 1800, verzögerte sich jedoch aufgrund des Britisch-Amerikanischen Krieges. Ellenburg wurde benannt nach Ellen Murray, der Tochter des frühen Landbesitzers.
Die Stadt wurde 1830 aus einem Teil der Stadt Mooers gebildet.

## Demographie
Zum Zeitpunkt des United States Census 2000 bewohnten Ellenburg 1812 Personen. Die Bevölkerungsdichte betrug 6,6 Personen pro km². Es gab 941 Wohneinheiten, durchschnittlich 3,4 pro km². Die Bevölkerung in Ellenburg bestand zu 98,79 % aus Weißen, 0,06 % Schwarzen oder African American, 0,11 % Native American, 0,22 % Asian, 0 % Pacific Islander, 0,22 % gaben an, anderen Rassen anzugehören und 0,61 % nannten zwei oder mehr Rassen. 0,83 % der Bevölkerung erklärten, Hispanos oder Latinos jeglicher Rasse zu sein.
Die Bewohner Ellenburgs verteilten sich auf 703 Haushalte, von denen in 30,4 % Kinder unter 18 Jahren lebten. 58,6 % der Haushalte stellten Verheiratete, 7,1 % hatten einen weiblichen Haushaltsvorstand ohne Ehemann und 31,0 % bildeten keine Familien. 25,6 % der Haushalte bestanden aus Einzelpersonen und in 12,5 % aller Haushalte lebte jemand im Alter von 65 Jahren oder mehr alleine. Die durchschnittliche Haushaltsgröße betrug 2,57 und die durchschnittliche Familiengröße 3,10 Personen.
Die Bevölkerung verteilte sich auf 24, % Minderjährige, 7,9 % 18–24-Jährige, 27,2 % 25–44-Jährige, 25,1 % 45–64-Jährige und 15,1 % im Alter von 65 Jahren oder mehr. Der Median des Alters betrug 38 Jahre. Auf jeweils 100 Frauen entfielen 99,8 Männer. Bei den über 18-Jährigen entfielen auf 100 Frauen 95,1 Männer.
Das mittlere Haushaltseinkommen in Ellenburg betrug 33.281 US-Dollar und das mittlere Familieneinkommen erreichte die Höhe von 37.813 US-Dollar. Das Durchschnittseinkommen der Männer betrug 29.063 US-Dollar, gegenüber 23.125 US-Dollar bei den Frauen. Das Pro-Kopf-Einkommen belief sich auf 16.559 US-Dollar. 13,4 % der Bevölkerung und 11,0 % der Familien hatten ein Einkommen unterhalb der Armutsgrenze, davon waren 15,9 % der Minderjährigen und 13,8 % der Altersgruppe 65 Jahre und mehr betroffen.